# Alina Reh
Alina Reh (Laichingen, 23 mei 1997) is een atleet uit Duitsland.
In 2014 nam Reh deel aan de Olympische Jeugdspelen in Nanjing, op de 8x100 meter gemengde estafette, en op de 3000 meter, waar ze een zilveren medaille behaalde.
In 2018 nam ze op de Europese kampioenschappen deel aan de 10.000 meter, waar ze de vierde plaats behaalde.

## Titels
- Duits kampioene 5000 m - 2015, 2020, 2022
- Duits kampioene 10.000 m - 2019, 2022
- Duits indoorkampioene 3000 m - 2017
- Europees kampioene U23 10.000 m - 2019
- Europees kampioene U20 3000 m - 2015
- Europees kampioene U20 5000 m - 2015

## Persoonlijke records
Outdoor
| Onderdeel      | Prestatie | Plaats                            | Datum      |
| -------------- | --------- | --------------------------------- | ---------- |
| 1500 m         | 4:14.64   | Regensburg (GER)                  | 05.06.2016 |
| Mile           | 4:35.20   | Stadion Manfort, Leverkusen (GER) | 16.08.2020 |
| 3000 m         | 9:05.07   | Olympic Stadium, Nanjing (CHN)    | 24.08.2014 |
| 5000 m         | 15:04.10  | Olympiastadion, Stockholm (SWE)   | 30.05.2019 |
| 10.000 m       | 31:19.87  | Essen (GER)                       | 08.06.2019 |
| 5 km weg       | 15:22     | Berlin (GER)                      | 12.07.2020 |
| 10 km weg      | 31:23     | Berlin (GER)                      | 14.10.2018 |
| Halve marathon | 1:09:31   | Köln (GER)                        | 07.10.2018 |

Indoor
| Onderdeel | Prestatie | Plaats                        | Datum      |
| --------- | --------- | ----------------------------- | ---------- |
| 1500 m    | 4:13.71   | Dortmund (GER)                | 27.01.2019 |
| 3000 m    | 8:39.45   | Emirates Arena, Glasgow (GBR) | 01.03.2019 |

bijgewerkt oktober 2021

## Palmares

### Veldlopen
- 2013: 5e EK U20 te Belgrado (4000 m) - 13.34
- 2013:  EK U20 landenklassement
- 2014: 4e EK U20 te Samakov (3857 m) - 14.34
- 2014:  EK U20 landenklassement
- 2015:  EK U20 te Hyères (4157 m) - 13.12
- 2015:  EK U20 landenklassement
- 2016: 4e EK U20 te Chia (4060 m) - 12.53
- 2016:  EK U20 landenklassement
- 2017:  EK U23 te Šamorín (6280 m) - 20.22
- 2017:  EK U23 landenklassement
- 2021:  EK te Dublin (8000 m) - 26.53
- 2021:  EK landenklassement
- 2022:  EK te Turijn - 27.19
- 2022:  EK landenklassement

- World Athletics: 14507612